# Fabien Brau-Boirie
Pour les articles homonymes, voir Brau et Boirie.
Pas d'image ? Cliquez ici

a Compétitions nationales et continentales officielles uniquement.

b Matchs officiels uniquement.
Dernière mise à jour le 10 mars 2025.
Fabien Brau-Boirie, né le 19 décembre 2005 à Tarbes (Hautes-Pyrénées), est un joueur français de rugby à XV évoluant au poste de centre avec la Section paloise.

## Biographie

### Jeunesse et formation
Fabien Brau-Boirie naît le 19 décembre 2005 à Tarbes et grandit dans le Pays des Coteaux, en Bigorre. Il découvre le rugby à XV en 2011, en rejoignant l'école de rugby de l'Entente sportive des Coteaux de l'Arrêt, où sa famille est impliquée et dont son oncle, Alain Brau, est le fondateur du club. Fabien Brau-Boirie évolue alors sous les couleurs de l'Entente Tournay Sports ESCA,
En 2018, il poursuit sa formation en intégrant le Stado Tarbes PR. Il devient capitaine de l'équipe junior Crabos et remporte notamment le Challenge Elite Crabos, battant l'US Montauban 31 à 10.
Il est sélectionné pour la première fois en équipe de France des moins de 18 ans en février 2023. 
En juin 2023, il quitte la Bigorre pour le Béarn, rejoignant le centre de formation de la Section paloise, grâce à un partenariat entre les deux clubs. Brau-Boirie s'affirme rapidement comme l'un des joueurs importants de l'équipe espoir.
À 17 ans, Brau-Boirie prend part au Supersevens 2023 avec la Section paloise, étant le plus jeune joueur de l'équipe. La Section atteint la finale, mais s'incline face aux Barbarians français. 
En janvier 2024, à 18 ans, il est surclassé et sélectionné en équipe de France des moins de 20 ans, sous la direction de Sébastien Calvet, pour préparer le Tournoi des Six Nations. Il participe à quatre des cinq matchs du Tournoi. Lors de la rencontre contre l'Italie, il inscrit un essai. Il figure également parmi les remplaçants lors du match contre l'Angleterre, disputé au Stade du Hameau,. Lors de sa première saison au sein du club, en 2023-2024, Fabien Brau-Boirie évolue uniquement avec l'équipe espoir.
En juin 2024, il est sélectionné pour l'édition 2024 du Championnat du monde junior, et marque un essai lors de la victoire inaugurale des Bleuets face à l'Espagne (49-12). Brau-Boirie joue un rôle important durant la compétition, et s'impose comme un titulaire au poste de centre, en dépit de sa jeunesse,. Malgré leurs efforts, la France échoue à remporter un quatrième titre mondial consécutif, s'inclinant en finale face à l'Angleterre.
Il suit un cursus au sein de l’ESC Pau.

### Carrière professionnelle
Au début de la saison 2024-2025, l'entraîneur de la Section paloise, Sébastien Piqueronies, annonce que Brau-Boirie est pleinement intégré à la rotation de l'effectif professionnel,. En octobre 2024, il est convoqué par Cédric Laborde en équipe de France des moins de 20 ans pour un stage de préparation au Tournoi des Six Nations des moins de 20 ans 2025. Le samedi 23 novembre, lors de la 10e journée du Top 14, Fabien Brau-Boirie, âgé de 18 ans, fait ses débuts avec l'équipe professionnelle au GGL Stadium de Montpellier. Il entre en jeu en remplacement de Nathan Decron, dans un match où la Section paloise subit une lourde défaite face au club local. Au début de l'année 2025, il se distingue par deux prestations remarquées en Challenge Cup : d'abord lors de la victoire à Rodney Parade contre les Gallois des Dragons, puis lors d'une défaite à domicile au stade du Hameau face aux Ospreys. Il inscrit son premier essai professionnel à l'occasion de ce dernier match.
Pour le premier match du Tournoi des Six Nations des moins de 20 ans 2025, Fabien Brau-Boirie commence sur le banc lors de la large victoire contre le pays de Galles au stade de la Rabine de Vannes, entrant en jeu et inscrivant un essai. Il est ensuite titularisé pour le second match face aux Anglais, étant l'un des rares joueurs français à se distinguer lors de la défaite 27 à 10 à Bath, au Recreation Ground.
À mesure que la saison de Top 14 progresse, Fabien Brau-Boirie s'affirme comme un titulaire au poste de premier centre avec son club de la Section paloise, et développe une association prometteuse avec Émilien Gailleton, qui se distingue lors d'une victoire face au Racing 92 à la Paris La Défense Arena au début du mois de mars 2025,.
Fabien Brau-Boirie est de nouveau titulaire avec les Bleuets face à l'Irlande lors de la quatrième journée du Tournoi des Six Nations au Musgrave Park de Cork. Les Français s'imposent sur le score de 22 à 12. Deux jours après cette victoire, le 9 mars 2025, il est convoqué par Fabien Galthié, sélectionneur du XV de France, pour rejoindre le groupe des 42 joueurs en vue de la préparation du dernier match du Tournoi des Six Nations contre l'Écosse,. Cette convocation fait suite au forfait de Pierre-Louis Barassi. Il devient ainsi le quatrième joueur de la Section paloise à être appelé dans le groupe français pour disputer le Tournoi, étant sélectionné aux côtés de Théo Attissogbe et Hugo Auradou, tandis qu'Émilien Gailleton reste forfait à cause de sa blessure au genou.  Il inscrit son premier essai en Top 14 face au Montpellier Hérault Rugby le 22 mars 2025 au stade du Hameau, sur une passe au pied de Joe Simmonds. Six jours plus tard, son club annonce qu'il prolonge son contrat de deux saisons supplémentaires.
En mai 2025, Fabien Brau-Boirie est sélectionné dans un groupe de 47 joueurs pour préparer le Championnat du monde junior, organisé en Italie du 29 juin au 19 juillet. D'abord sélectionné dans le groupe final, il est forcé de déclarer forfait avant le début de la compétition en raison d'une blessure à la cheville. Sa convalescence ayant progressé plus rapidement que prévu, il est finalement rappelé en remplacement de Lucas Vignères, blessé lors du premier match face à l'Espagne et forfait pour le reste de la compétition.

## Palmarès
- Vainqueur du Tournoi des Six Nations en 2025 avec l'équipe de France des moins de 20 ans.